# K'awiil Yopaat
K'awiil Yopaat, född okänt år, död 774, var en regerande drottning av mayastaten Toniná  762-774.
Hon var dotter till kung K’inich Tuun Chapat. 
Hon var monark när Tonina besegrade Palenque i krig 764.
Hon avled 774 och efterträddes av sin son kung K'inich Chapat. 